# Murina fionae
Murina fionae (Francis & Eger, 2012) è un pipistrello della famiglia dei Vespertilionidi diffuso in Indocina.

## Descrizione

### Dimensioni
Pipistrello di piccole dimensioni, con la lunghezza della testa e del corpo tra 41 e 54 mm, la lunghezza dell'avambraccio tra 34,5 e 40,1 mm, la lunghezza della coda tra 33,7 e 40,6 mm, la lunghezza del piede tra 7,8 e 9,3 mm, la lunghezza delle orecchie tra 12,1 e 15,6 mm e un peso fino a 6,6 g.

### Aspetto
Le parti dorsali sono giallo-brunastre chiare con la punta dei peli bruno-arancione e cosparse di peli più lunghi particolarmente sulla testa, la schiena e l'uropatagio, mentre le parti ventrali sono giallo-brunastro con dei riflessi arancioni e con il mento biancastro. Il muso è stretto, allungato, con le narici protuberanti e tubulari. Gli occhi sono molto piccoli. Le orecchie sono arrotondate e ben separate tra loro. Le ali sono attaccate posteriormente alla base dell'artiglio dell'alluce. I piedi sono piccoli e ricoperti di peli. La coda è lunga ed inclusa completamente nell'ampio uropatagio, il quale è densamente ricoperto di peli. Il calcar è lungo.

## Biologia

### Alimentazione
Si nutre di insetti.

## Distribuzione e habitat
Questa specie è diffusa sulle montagne annamitiche del Laos, Vietnam e Cambogia.
Vive nelle foreste sempreverdi umide collinari e in quelle semi-decidue tra 290 e 1.140 metri di altitudine.

## Conservazione
Questa specie, essendo stata scoperta solo recentemente, non è stata sottoposta ancora a nessun criterio di conservazione.